# NWA World Light Heavyweight Championship
L'NWA World Light Heavyweight Championship è stato un titolo di wrestling creato dalla National Wrestling Alliance (NWA) e promosso per la maggior parte della sua esistenza dalla federazione messicana Consejo Mundial de Lucha Libre (CMLL), dove era noto con il nome di Campeonato Mundial Semic Completo de NWA ed era riservato ai lottatori dal peso tra i 92 e i 97 kg.
Il titolo è stato attivo a partire dal 1952, anno in cui fu creato dalla NWA fino al 2014, quando è stato di fatto dimesso e ritirato.

## Storia
Il titolo fu fondato dalla NWA per la necessità di avere un alloro massimo per la categoria di peso dei Light Heavyweight e il campione inaugurale fu Gypsy Joe, che vinse il titolo sconfiggendo Johnny Balbo. 
Nel 1957 la NWA tolse il titolo a Frank Slapjack, allora campione, per insufficienza di difese, ma Slapjack mantenne la cintura fisica, difendendola per oltre un anno prima di restituirne una copia alla NWA, mentre la cintura originale divenne parte di una collezione privata. Dopo aver riottenuto la cintura, nel 1958 l'amministrazione della NWA diede il controllo del titolo a Salvador Lutteroth, presidente della Empresa Mexicana de Lucha Libre (EMLL). Il primo campione sotto il controllo creativo di Lutteroth fu Dory Dixon, che aveva lavorato a lungo con la EMLL. A causa della sua storia, il titolo è stato considerato uno dei più importanti riconoscimenti presenti nella EMLL/CMLL.
Tra la fine degli anni '70 e l'inizio degli anni '80 il titolo fu promosso anche dalla federazione statunitense NWA Hollywood Wrestling, fino alla sua chiusura nel 1982, quando divenne di fatto prerogativa della EMLL. Rimase sotto il controllo della federazione messicana anche quando questa abbandonò la NWA cambiando il suo nome in Consejo Mundial de Lucha Libre (CMLL).
Nel marzo 2010 Blue Demon Jr., presidente della federazione NWA Mexico, affiliata alla NWA, chiese alla CMLL di restituire questo e altri due titoli creati dalla NWA, dal momento che non era più parte dell'Alleanza. Dopo una serie di appelli da parte di Blue Demon Jr., ai quali il Consejo si limitò a rispondere che i titoli appartenevano alla CMLL, il 12 agosto 2010 il titolo, insieme agli altri due di proprietà della NWA, fu restituito alla federazione americana e la CMLL diede vita al NWA World Historic Light Heavyweight Championship. 
Nel 2013 il titolo fu riattivato dalla NWA Mexico, che lo assegnò a Sùper Nova. Quest'ultimo smise di difendere il titolo nel 2014, e la cintura è considerata de facto ritirata.

## Albo d'oro
| Legenda  |                                                                               |
| -------- | ----------------------------------------------------------------------------- |
| #        | Indica il numero del regno titolato                                           |
| Regno    | Viene indicato il numero del regno del campione                               |
| Data     | La data in cui il titolo è stato vinto                                        |
| Località | Indica il luogo in cui il titolo è stato vinto                                |
| Note     | Indica notizie particolari riguardanti i cambi di titolo o altre informazioni |

| #                                                    | Campione            | Regno | Data              | Giorni | Località                | Evento                | Note | Fonti  |
| ---------------------------------------------------- | ------------------- | ----- | ----------------- | ------ | ----------------------- | --------------------- | --- | ------ |
| National Wrestling Alliance (NWA)                    |                     |       |                   |        |                         |                       | |        |
| 1                                                    | Gypsy Joe           | 1     | 6 novembre 1952   | 277    | Des Moines, Iowa        | House Show            | Gypsy Hoe sconfisse Johnny Balbo in un incontro per decretare il campione inaugurale. |        |
| 2                                                    | Frank Stojak        | 1     | 10 agosto 1953    | 1.573  | Spokane, Washington     | House Show            | |        |
| —                                                    | Vacante             | —     | 30 novembre 1957  | —      | —                       | —                     | Stojak fu privato del titolo per inattività |        |
| Empresa Mexicana de Lucha Libre (EMLL)               |                     |       |                   |        |                         |                       | |        |
| 3                                                    | Dory Dixon          | 1     | 13 febbraio 1958  | 575    | Città del Messico       | House Show            | Dixon sconfisse Al Kashley in uno spareggio per riassegnare il titolo. |        |
| 4                                                    | Ray Mendoza         | 1     | 11 settembre 1959 | 323    | Guadalajara             | House Show            | |        |
| 5                                                    | Gory Guerrero       | 1     | 30 giugno 1960    | 1.102  | Città del Messico       | House Show            | |        |
| 6                                                    | Ali Bey             | 1     | 6 agosto 1963     | 49     | El Paso, Texas          | House Show            | |        |
| 7                                                    | Gory Guerrero       | 2     | 24 settembre 1963 | 861    | Città del Messico       | House Show            | |        |
| —                                                    | Disattivato         | —     | 1 febbraio 1966   | —      | —                       | —                     | Guerrero fu privato del titolo dopo aver lasciato la federazione, ma mantenne la cintura fisica per altri nove anni prima di restituirla. |        |
| 8                                                    | Ray Mendoza         | 1     | 4 agosto 1967     | 289    | Città del Messico       | House Show            | Mendoza vinse un torneo per riassegnare il titolo vacante, sconfiggendo Dory Dixon in finale. |        |
| 9                                                    | Ángel Blanco        | 1     | 19 maggio 1968    | 220    | Torreón                 | House Show            | |        |
| 10                                                   | Ray Mendoza         | 2     | 25 dicembre 1968  | 359    | Città del Messico       | House Show            | |        |
| 11                                                   | Coloso Colosetti    | 1     | 19 dicembre 1969  | 91     | Città del Messico       | House Show            | |        |
| 12                                                   | Ray Mendoza         | 3     | 20 marzo 1970     | 252    | Città del Messico       | House Show            | |        |
| 13                                                   | El Solitario        | 1     | 27 novembre 1970  | 476    | Città del Messico       | House Show            | |        |
| 14                                                   | David Morgan        | 1     | 17 marzo 1972     | 35     | Città del Messico       | House Show            | Mochizuki vinse un torneo per riassegnare il titolo vacante e determinare il campione finale sconfiggendo Gedo in finale. |        |
| 15                                                   | Ray Mendoza         | 4     | 21 aprile 1972    | 53     | Città del Messico       | House Show            | |        |
| 16                                                   | Alfonso Dantés      | 1     | 13 giugno 1972    | 381    | Tijuana                 | House Show            | |        |
| 17                                                   | Kim Sung Ho         | 1     | 29 giugno 1973    | 175    | Città del Messico       | House Show            | | [ 3 ]  |
| 18                                                   | Ray Mendoza         | 5     | 21 dicembre 1973  | --     | Los Angeles, California | House Show            | |        |
| —                                                    | Vacante             | —     | febbraio 1974     | —      | —                       | —                     | Il titolo fu reso vacante quando Mendoza lasciò la EMLL per fondare la Universal Wrestling Association |        |
| 19                                                   | Dr. Wagner          | 1     | 22 settembre 1974 | 523    | Città del Messico       | EMLL 41° Aniversario  | Dr. Wagner vinse un torneo per riassegnare il titolo vacante, sconfiggendo El Halcon in finale. |        |
| 20                                                   | Adorable Rubí       | 1     | 27 febbraio 1976  | 140    | Città del Messico       | House Show            | |        |
| 21                                                   | Carlos Plata        | 1     | 16 luglio 1976    | 100    | Città del Messico       | House Show            | |        |
| 22                                                   | Alfonso Dantés      | 2     | 24 ottobre 1976   | 110    | Guadalajara             | House Show            | |        |
| 23                                                   | Chavo Guerrero      | 1     | 11 febbraio 1977  | 30     | Los Angeles, California | House Show            | |        |
| 24                                                   | Roddy Piper         | 1     | 13 marzo 1977     | 2      | California              | House Show            | |        |
| 25                                                   | Chavo Guerrero      | 2     | 15 marzo 1977     | 6      | Los Angeles, California | House Show            | |        |
| 26                                                   | Alfonso Dantés      | 3     | 21 aprile 1977    | 407    | Città del Messico       | House Show            | |        |
| 27                                                   | El Faraón           | 1     | 2 giugno 1978     | 193    | Città del Messico       | House Show            | | [ 5 ]  |
| 28                                                   | Pak Choo            | 1     | 8 dicembre 1978   | 145    | Città del Messico       | House Show            | |        |
| 29                                                   | Alfonso Dantés      | 4     | 30 aprile 1979    | 265    | Città del Messico       | House Show            | |        |
| 30                                                   | Raul Mata           | 1     | 20 gennaio 1980   | 330    | Guadalajara             | House Show            | | [ 6 ]  |
| 31                                                   | Alfonso Dantés      | 5     | 15 dicembre 1980  | 112    | Città del Messico       | House Show            | |        |
| 32                                                   | Tony Salazar        | 1     | 3 aprile 1981     | 343    | Città del Messico       | House Show            | | [ 7 ]  |
| 33                                                   | David Morgan        | 1     | 12 marzo 1982     | 21     | Città del Messico       | House Show            | | [ 8 ]  |
| 34                                                   | Máscara Año 2000    | 1     | 2 aprile 1982     | 228    | Città del Messico       | House Show            | |        |
| 35                                                   | El Faraón           | 2     | 16 novembre 1982  | 60     | Città del Messico       | House Show            | |        |
| 36                                                   | Ringo Mendoza       | 1     | 15 gennaio 1983   | 194    | Guadalajara             | House Show            | | [ 9 ]  |
| 37                                                   | El Satánico         | 1     | 28 luglio 1983    | 87     | Città del Messico       | House Show            | | [ 10 ] |
| 38                                                   | Ringo Mendoza       | 2     | 23 ottobre 1983   | 479    | Guadalajara             | House Show            | |        |
| 39                                                   | MS-1                | 1     | 13 febbraio 1985  | 39     | Acapulco                | House Show            | |        |
| 40                                                   | Rayo de Jalisco Jr. | 1     | 21 giugno 1985    | 637    | Città del Messico       | House Show            | |        |
| 41                                                   | MS-1                | 2     | 20 marzo 1987     | 65     | Città del Messico       | House Show            | |        |
| 42                                                   | Cien Caras          | 1     | 24 giugno 1987    | 570    | Nezahualcóyotl          | House Show            | |        |
| 43                                                   | Lizmark             | 1     | 20 marzo 1988     | 96     | Città del Messico       | House Show            | |        |
| 44                                                   | Fabuloso Blondy     | 1     | 24 giugno 1988    | 168    | Città del Messico       | House Show            | |        |
| 45                                                   | Lizmark             | 2     | 9 dicembre 1988   | 224    | Città del Messico       | Juicio Final          | |        |
| 46                                                   | El Satánico         | 2     | 21 luglio 1989    | 92     | Città del Messico       | House Show            | |        |
| 47                                                   | Pirata Morgan       | 1     | 21 ottobre 1989   | 116    | Cuernavaca              | House Show            | |        |
| 48                                                   | Fabuloso Blondy     | 2     | 14 febbraio 1990  | 35     | Città del Messico       | House Show            | |        |
| 49                                                   | Lizmark             | 3     | 21 marzo 1990     | 249    | Acapulco                | House Show            | |        |
| 50                                                   | El Satánico         | 3     | 25 novembre 1990  | 157    | León                    | House Show            | |        |
| 51                                                   | Lizmark             | 4     | 1 maggio 1991     | 340    | Acapulco                | House Show            | |        |
| Consejo Mundial de Lucha Libre (CMLL)                |                     |       |                   |        |                         |                       | |        |
| 52                                                   | El Satánico         | 4     | 5 aprile 1992     | 111    | Città del Messico       | Domingos Arena Mexico | |        |
| 53                                                   | Apolo Dantés        | 1     | 25 luglio 1992    | 243    | Puebla                  | House Show            | |        |
| 54                                                   | Jaque Mate          | 1     | 25 marzo 1993     | 619    | Cuernavaca              | House Show            | |        |
| 55                                                   | El Dandy            | 1     | 4 dicembre 1994   | 681    | Città del Messico       | House Show            | |        |
| 56                                                   | Black Warrior       | 1     | 15 ottobre 1996   | 201    | Città del Messico       | House Show            | |        |
| 57                                                   | Shocker             | 1     | 4 maggio 1997     | 310    | Città del Messico       | House Show            | |        |
| 58                                                   | Black Warrior       | 2     | 10 marzo 1998     | 727    | Città del Messico       | House Show            | |        |
| 59                                                   | Tarzan Boy          | 1     | 6 marzo 2000      | --     | Puebla                  | House Show            | |        |
| —                                                    | Vacante             | —     | 2003              | —      | —                       | —                     | Il titolo venne reso vacante in seguito ad un infortunio di Tarzan Boy. |        |
| 60                                                   | Vampiro Canadiense  | 1     | 9 febbraio 2003   | 450    | Città del Messico       | House Show            | Vampiro sconfisse Tarzan Boy in uno spareggio per riassegnare il titolo. | [ 12 ] |
| 61                                                   | Shocker             | 2     | 3 maggio 2004     | --     | Puebla                  | House Show            | |        |
| —                                                    | Vacante             | —     | 2005              | —      | —                       | —                     | La CMLL rese il titolo vacante per una mancata difesa di Shocker. |        |
| 62                                                   | Dr. Wagner Jr.      | 1     | 17 aprile 2005    | 461    | Città del Messico       | Domingos de Coliseo   | Dr. Wagner Jr. sconfisse Ultimo Guerrero in uno spareggio per riassegnare il titolo. |        |
| 63                                                   | Atlantis            | 1     | 22 luglio 2006    | 988    | Città del Messico       | Super Viernes         | |        |
| 64                                                   | El Texano Jr.       | 1     | 5 aprile 2009     | 494    | Guadalajara             | Guadalajara Domingos  | |        |
| —                                                    | Vacante             | —     | 12 agosto 2010    | —      | —                       | —                     | Il titolo fu reso vacante quando la CMLL lo restituì alla NWA, sostituendolo con il NWA World Historic Light Heavyweight Championship. |        |
| NWA Mexico                                           |                     |       |                   |        |                         |                       | |        |
| 65                                                   | Súper Nova          | 1     | 19 maggio 2013    | 283    | Blackfoot, Idaho        | House Show            | Súper Nova sconfisse El Hijo de Rey Mysterio e Lizmark Jr. per riassegnare il titolo, che è riconosciuto dalla NWA Mexico e dalla International Wrestling Revolution Group (IWRG), ma non dalla NWA. L'ultima difesa del titolo documentata è del 26 febbraio 2014 in un evento IWRG, data dopo la quale il titolo è considerato non più attivo. |        |
| Non sono note difese successive al 26 febbraio 2014. |                     |       |                   |        |                         |                       | |        |